# Ataque a la Flotilla de la Libertad de Gaza de 2010
El ataque a la Flotilla de la Libertad de Gaza es un hecho violento ocurrido el 31 de mayo de 2010 en aguas internacionales del mar Mediterráneo al abordar la Marina de Israel a una flotilla de seis embarcaciones de la organización pro-palestina Free Gaza, denominada «Flota de la Libertad». Como consecuencia del mismo, nueve activistas y un periodista resultaron muertos y fueron heridas más de una treintena de personas; una de las cuales, que estaba en coma desde el ataque israelí, fallecería cuatro años después.
La «Flota de la Libertad», en la que viajaban 633 personas de 37 países, pretendía llevar, según sus declaraciones, unas 10 000 toneladas de ayuda humanitaria a la Franja de Gaza, rompiendo así el bloqueo impuesto por Israel al territorio palestino. La Marina de Israel había anunciado previamente que no permitiría la llegada por mar de este convoy al territorio gazatí, razón por la cual había diseñado un plan para detenerlo conocido con el criptónimo de Operación Brisa del Mar.
El ataque provocó duras críticas a Israel por parte de distintos gobiernos y organizaciones internacionales, incluyendo la llamada a consultas de varios embajadores. Turquía, país de procedencia de la mayor parte de los activistas de la flotilla, a través de su Ministerio de Relaciones Exteriores calificó de «inaceptable» el asalto al convoy, exhortando a Israel a «afrontar las consecuencias de este comportamiento». El primer ministro, Recep Tayyip Erdoğan, afirmó que la interceptación militar de la flotilla de ayuda a Gaza vulnera «los principios del derecho internacional y es un inhumano terrorismo de Estado». El secretario general de las Naciones Unidas Ban Ki-Moon llamó a Israel a levantar su bloqueo sobre Gaza, afirmando que si lo hubiese hecho previamente el ataque no habría tenido lugar.
La carga de ayuda humanitaria trasportada por la flotilla permanece desde que fue interceptada por las autoridades israelíes entre el paso fronterizo de Kerem Shalom y el puerto de Asdod, a la espera de que el gobierno de Hamás en Gaza autorice su ingreso en la Franja. La organización islámica declaró que no permitiría la entrada de la ayuda hasta que Israel no liberase a la totalidad de los activistas de la Flotilla y no se garantizase la transferencia de la totalidad de la carga que portaba la flotilla. Según el portavoz Fawzi Barhoum, la culpa de la no transferencia de las mercancías es de Israel, por querer imponer sus condiciones: "el problema reside en la ocupación israelí, que impone las condiciones y mecanismos que quiere, y no los que las organizaciones internacionales quieren." Finalmente, fuentes de las Naciones Unidas anunciaron dos semanas después del asalto que sería la propia organización la encargada de repartir la totalidad de la carga confiscada que portaba la flotilla.
El día siguiente al asalto, el presidente egipcio Hosni Mubarak ordenó la "apertura inmediata" del paso de Rafah que conecta Egipto con la Franja de Gaza y que había permanecido cerrado durante la mayor parte del bloqueo israelí de mutuo acuerdo con las autoridades hebreas. Posteriormente, miembros del gobierno egipcio confirmaron que la apertura del paso se mantendría de forma indefinida. El portavoz del Ministerio de Asuntos Exteriores egipcio, Hossam Zaki, declaró: "Egipto es quien ha roto el bloqueo [sobre Gaza]." "No vamos a permitir que el poder ocupante escape de sus responsabilidades."

## Preparativos y antecedentes
El bloqueo israelí a Gaza se inició tras el éxito de Hamás en las elecciones generales palestinas en enero del 2006.(Ver “Situación de la ocupación israelí en Palestina” en Gilad Shalit).
Pese a ese bloqueo, el Ministerio de Asuntos Exteriores israelí asegura que ha mantenido Gaza perfectamente abastecida por carretera, y cifra en un millón de toneladas la ayuda enviada en los últimos 18 meses, aparte de la asistencia sanitaria y del 70% de la electricidad de la Franja, entre otros servicios.
La ONU ha descrito el bloqueo como un “castigo colectivo” y ha criticado la insuficiente cantidad de material que se permite ingresar en relación incluso a las necesidades básicas de los habitantes. Adicionalmente el Secretario general ha advertido que “crea sufrimientos inaceptables, hiere a las fuerzas moderadas y fortalece a los extremistas” Otras organizaciones sugieren adicionalmente que el bloqueo es arbitrario, en que Israel no ha publicado una lista de que se permite importar o no: no siempre los mismos bienes son prohibidos y se prohíben cosas tales como medicinas, alimentos para bebés, carne fresca, fruta en latas, etc., que carecen de significado militar. Una lista compilada por UNRWA de cosas que no se han permitido incluye: bombillas de luz, velas, fósforos, libros, instrumentos musicales, crayones, ropa, zapatos, colchones, sábanas, frazadas, pasta, té, café, chocolate, nueces, champú y acondicionador, etc. WHO ha declarado que el bloqueo impide o dificulta el ingreso de medicinas y productos médicos.

## Antes de la confrontación
El 29 de mayo de 2010, un reportero de la cadena televisiva árabe Al Jazeera transmitió imágenes de activistas musulmanes de la flotilla cantando versos con las palabras "Khaibar, Khaibar, oh Judíos! El Ejército de Mahoma volverá". Khaibar era una fortaleza donde se refugió la tribu judía de los Banu Naḍir, después de desertar del bando de Mahoma. Tras capitular, les fue permitido quedarse pagando un tributo. Días después del incidente reveló que varios participantes en la flotilla querían ser mártires por la causa palestina. [cita requerida] El gobierno de Israel argumentó que debía inspeccionar la carga en defensa propia, ya que podrían haberse transportado armas susceptibles de ser usadas contra Israel. [cita requerida]

## Buques de la flotilla

### Buques implicados en el asalto
- MV Mavi Marmara[31]

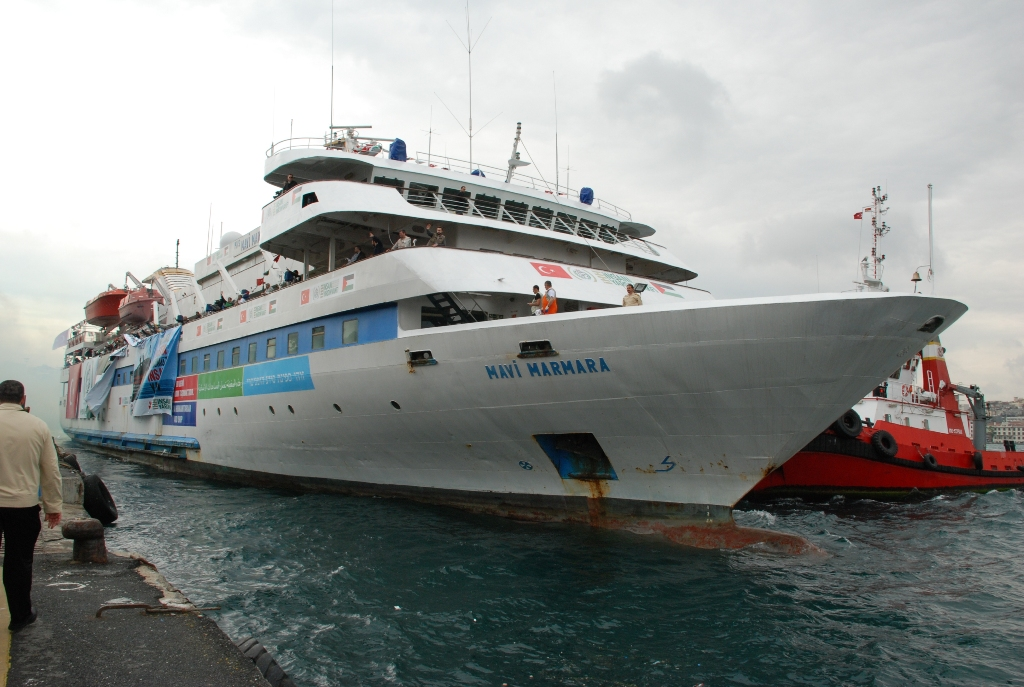
Mavi Marmara partiendo de Antalya con rumbo a Gaza el 22 de mayo de 2010

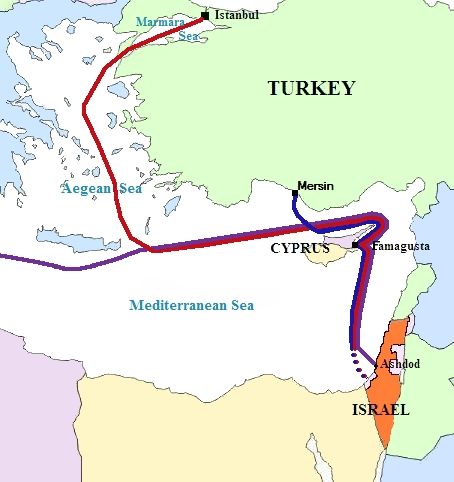
Rutas seguidas por los buques.

  - El Mavi Marmara (‘Mármara azul’) es un buque de pasajeros turco que opera bajo bandera de Comoras, antiguamente operado por IDO en el mar de Mármara.[32] Fue especialmente adquirido para el viaje a Gaza por la Fundación para Los derechos humanos y libertad y ayuda (İHH), una organización de caridad islámica turca. Partió de Anatolia el 22 de mayo de 2010 para unirse al resto de la flotilla junto al Gazze y al Defne Y.[33] Llevaba a bordo 581 pasajeros, en torno a 400 de ellos turcos.[34]
- MS Sofía, también llamado Eleftheri Mesogeios (Eλεύθερη Mεσόγειος)[35]
- Sfendoni (Σφενδόνη)[35]
  - El MS Sofia también llamado Eleftheri Mesogeios (‘Mediterráneo libre’) es un mercante de bandera griega operado por la organización greco-sueca Buque a Gaza.[36] y el Sfendoni (‘honda, tirachinas’) es un buque de pasajeros también con bandera griega operado por la griega Boat for Gaza y la Campaña europea para el fin del cerco de Gaza. Ambos buques, partieron del el Pireo el 25 de mayo para unirse al resto de la flotilla en Chipre.[37][38]
- Defne Y[39]
  - El Defne Y (‘laurel Y’) es un buque de carga con bandera de Kiribati operado por la İHH. Transportaba 150 t de hierro, 98 grupos electrógenos, 50 viviendas prefabricadas, 16 unidades de zonas de juegos para niños y equipamiento médico especializado.[39] A bordo se encontraban 23 tripulantes y siete pasajeros.[40] Partió de Anatolia el 22 de mayo junto al Mavi Marmara y al Gazze para unirse al resto de la flotilla.[33]
- Gazze
  - El Gazze (Gaza) es un buque de carga con bandera turca operado por la İHH. Su carga, consiste en 2.104 t de cemento, 600 t de acero para construcción y 50 t de tejas.[41] También iban a bordo trece tripulantes turcos y cinco pasajeros.[40]

### Otros buques
- Challenger 1I
  - Al buque de bandera estadounidense Challenger 1I, que pertenece al movimiento Free Gaza, también le fue imposible llegar al punto de encuentro por problemas mecánicos. Actualmente realiza reparaciones en Nicosia, Chipre.[42]

- MV Rachel Corrie[43]
  - El buque irlandés con bandera de Camboya Rachel Corrie, nombrado en memoria de la activista Rachel Corrie, fallecida en la Franja de Gaza en 2003 mientras protestaba por las demoliciones israelíes, es un antiguo mercante operado por el movimiento Free Gaza.[44] No llegó a tiempo de unirse a la flotilla por problemas mecánicos que le forzaron a efectuar reparaciones en Malta. El buque estaba en ruta el 31 de mayo de 2010 cuando la flotilla fue interceptada; tras reunirse a bordo, sus 11 tripulantes decidieron continuar con el viaje con rumbo a Gaza,[45] a pesar de las advertencias de Israel.[46]

Fue abordado por tropas israelíes en aguas internacionales a las 12:00 del 5 de junio de 2010, sin que se produjeran incidentes[47]

## Acontecimientos previos al asalto
Las ocho naves componentes de la Flotilla de la Libertad comenzaron su viaje desde distintos puertos europeos intentando reunirse el sábado 29 de mayo de 2010 en aguas internacionales próximas a la costa de Chipre. Esto no se concretó dado que dos naves retrasaron su partida debido a problemas mecánicos, y no llegaron a unirse al resto de la flotilla.
El gobierno chipriota rechazó cooperar con la flotilla de Free Gaza, y no permitió a los pasajeros notables -incluyendo parlamentarios y un sobreviviente del holocausto- salieran desde sus muelles argumentando que "La República de Chipre está luchando por su supervivencia". El portavoz de la Policía de Chipre había declarado: «[En Chipre] no se permite nada relacionado con el viaje a Gaza».
La flotilla partió con dos días de retraso, con la intención de arribar a Gaza la tarde del lunes. previendo un “empate” (standoff) en alta mar Israel declaró que la flotilla estaba "a punto de romper la ley internacional". Una de los organizadores de la flotilla, Greta Berlín, dijo que "se tiene derecho a navegar desde aguas internacionales a las aguas de Gaza".
La escuadra de 10 buques de la Marina de Israel, en los que se incluía a la corbeta de Clase Sa'ar 5 INS Lahav, estableció contacto con la flotilla por primera vez el 30 de mayo a las 23:00 horas en aguas internacionales, a 200 kilómetros de la costa de Gaza y a 64 kilómetros de las aguas territoriales israelíes. Las fuerzas navales hebreas ordenaron a las naves de la flotilla que les siguieran o serían abordadas.
La Marina de Israel contactó con el capitán del Mavi Marmara, exhortándole a identificarse y comunicar el destino de la nave. Poco tiempo después, dos naves israelíes se situaron a ambos flancos de la flotilla, mientras una aeronave de la Marina volaba sobre el Mavi Marmara.

Mavi Marmara, está aproximándose a una zona de conflicto que se encuentra bajo un bloqueo naval. La zona costera de Gaza y el puerto de Gaza están cerrados a todo tráfico marítimo. El Gobierno israelí apoya el envío de ayuda humanitaria a la población civil de la Franja de Gaza y les invita a entrar a través del puerto de Asdod. La entrega de ayuda de acuerdo con las regulaciones de las autoridades [israelíes] se llevará a cabo a través de los pasos fronterizos terrestres y bajo su supervisión, tras lo cual podrán volver a casa a bordo de las naves en las que han llegado.
Marina de Israel

Negativo, negativo. Nuestro destino es Gaza. Nuestro destino es Gaza.
Tripulantes del Mavi Marmara

## El asalto
El ataque comenzó a las 4:30 GMT del 31 de mayo. El último comunicado oficial de la flotilla dice: «Última posición antes del ataque por la IDF. 4.30 GMT, Latitud: 32.64113, Longitud: 33.56727», a unas 70 millas marinas de la costa del norte de Israel y 90 millas de Gaza.
A partir de eso, existen dos versiones claramente contrapuestas respecto a lo que ocurrió posteriormente en la Flotilla de la Libertad tras dar inicio la Marina israelí a la operación de asalto. Por un lado, el ejército israelí sostiene que en cuanto sus soldados pisaron la cubierta del Mavi Marmara fueron recibidos con gran violencia por parte de los activistas de Free Gaza, registrándose, según ellos, intentos de linchamiento. La armada israelí afirma que cuando terminó el asalto y detuvo a los activistas, descubrió en el interior de la nave un arsenal, incluyendo armas de fuego.
Por su parte, los activistas de Free Gaza aseguran que no tenían intenciones de luchar contra los soldados, y que nada más dar comienzo el asalto, antes incluso de poner pie sobre la cubierta del Mavi Marmara, los efectivos de la Marina israelí comenzaron a abrir fuego sobre ellos, llegando, posteriormente, a negar la atención hospitalaria a dos de los activistas, que fallecieron sobre la cubierta del barco. En cuanto a la acusación de llevar armas a bordo de las naves, todos los activistas que formaban parte de la flotilla y que tras quedar en libertad hablaron con los medios de comunicación negaron categóricamente esta posibilidad.

### Según el Gobierno de Israel
De acuerdo con fuentes oficiales israelíes, los primeros soldados de la Marina de este país que asaltaron el Mavi Marmara llevaban armas con munición no letal además de sus pistolas reglamentarias, pues según las mismas fuentes, esperaban una respuesta no violenta por parte de los activistas de Free Gaza. Según esta versión, los soldados fueron autorizados a utilizar sus pistolas reglamentarias solo tras comprobar que los activistas ofrecían una resistencia violenta, habían lanzado a un soldado de cubierta a cubierta y habían apuñalado y tratado de linchar a otros. Además, en vídeos publicados por el Gobierno de Israel en los que se muestran pequeños cortes del asalto, se remarca la utilización de barras de acero, cadenas, navajas y granadas por parte de los activistas contra los soldados. Según la declaración de uno de los soldados que tomaron parte en el asalto al Mavi Marmara, los activistas utilizaron munición real contra ellos.
Fotografías -rescatadas y divulgadas por los activistas pro palestinos turcos mismos- [cita requerida] muestran soldados israelíes, aparentemente desarmados, sangrando, aterrorizados y rodeados por activistas a bordo del Mavi Marmara. "Algunas de esas imágenes muestran una figura vestida de civil con un cuchillo corto serrado, de mango negro. No está claro si esto podría ser un cuchillo militar tomado de uno de los comandos". Esas fotografías fueron publicadas en el diario turco Hurriyet.
Avigdor Lieberman, representante del Ministerio de Relaciones Exteriores de Israel, dijo que el problema solo existió en el barco turco, «en el cual prepararon una emboscada», pero que en los otros cinco «la gente salió sin un rasguño».

### Según los miembros de la flotilla
La versión de los hechos narrada por los activistas de Free Gaza, los periodistas y de la tripulación que se encontraba a bordo de las naves en el momento del asalto difiere de la hecha por las autoridades israelíes. Los participantes de la flotilla declararon que los tripulantes de las lanchas israelíes abrieron fuego y de forma indiscriminada cuando se acercaron a las navíos, antes de que los comandos descendieran desde sus helicópteros, y usaron granadas tipo stun (‘ensordecedoras’), gas lacrimógeno e incluso táseres y bastones eléctricos contra ellos. Algunos declararon que los soldados dispararon a la cabeza de los pasajeros.
El vídeo enviado por el corresponsal de Al-Jazeera muestra dos muertos y numerosos heridos a bordo del Mavi Marmara como consecuencias de los disparos y granadas incluso antes que los comandos descendieran. Se levanta la bandera blanca. El descenso de los comandos mismos es remarcablemente calmo, los (nerviosos) periodistas usan el último micrófono para transmitir sus reportajes y continúan filmando. Se ven camillas ensangrentadas y después algunos pasajeros con palos en la mano, etc Según El Diario Vasco, el corresponsal de Al-Jazeera habría declarado posteriormente que se oyó claramente una voz en hebreo diciendo: «¡Todos a disparar!».
De acuerdo a las alegaciones del gobierno israelí, solo los comandos que asaltaron el barco turco habrían sido atacados. El capitán de uno de los barcos griegos de la flotilla fue herido de bala, y varios de los otros pasajeros a bordo de ese navío y de otros barcos requirieron asistencia médica.
De acuerdo a la parlamentaria árabe israelí de la Knéset, Haneen Zoubi, quien viajaba a bordo del Mavi Marmara, “Israel quería muchas muertes para aterrorizarnos y para enviar un mensaje de que ningún convoy de ayuda debería en el futuro tratar de romper el asedio de Gaza".

### Acusación contra Israel de actuar premeditadamente
De acuerdo a la ONG Free Gaza “Hay evidencia clara que el Estado de Israel podría haber deliberadamente y con premeditación intentado provocar un conflicto con el fin de asesinar a civiles que navegaban a bordo de la Flotilla de la Libertad y consecuentemente desanimar violentamente cualquier otro esfuerzo de prestar ayuda humanitaria a los palestinos de la asediada Gaza”.
Free Gaza aduce que el gobierno de Turquía, miembro de OTAN, vetó previamente a todos los pasajeros turcos: “Estas medidas cautelares se tomaron deliberadamente para evitar que los funcionarios de propaganda israelíes pudieran un día afirmar que la Flotilla de la Libertad planteaba cualquier "riesgo de seguridad" a Israel”. y nota que el ministro de defensa israelí Ehud Barak elogió a los comandos, afirmando: "Debemos recordar siempre que no estamos en América del Norte ni en Europa Occidental, que vivimos en Oriente Próximo, un lugar donde no hay compasión con los débiles y donde no hay una segunda oportunidad para los que no se defienden a sí mismos".
Fuentes y medios de comunicación turcos han publicado un documento que, presuntamente, muestra una ‘lista de la muerte’ que se había preparado de antemano por los israelíes, con los nombres y fotos de personas "que participan en la asistencia humanitaria internacional de ayuda para Gaza " a ser asesinadas a bordo de los buques.
El líder de IHH, Bülent Yildirim, declaró en una conferencia de prensa el 4 de junio de 2010 que los soldados israelíes que asaltaron el Mavi Marmara portaban una lista de 16 de los miembros de su organización presentes en la nave a los que debían asesinar, comenzando por él mismo. Según Yildirim, dos de los muertos durante el asalto se parecían físicamente a él, mientras que tras disparar a un activista que se parecía a Raed Salah los soldados se comunicaron mediante Walkie-talkie con un tercero diciendo: "hemos matado a Raid Salah".

### Arrestos, alegaciones de presuntos abusos y desapariciones
Una vez en tierra, Israel detuvo al menos a 600 personas que integraban la misión, incluidos los heridos, manteniendo la incomunicación que impuso desde poco antes que comenzara el asalto.
De acuerdo a Aris Papadokostopoulos, los abusos no terminaron con el desembarco: “durante los interrogatorios, muchos fueron golpeados frente a nuestros ojos... hubo muchos maltratos después de nuestros arrestos”.
La voluntaria Ximena “Kimberly” Soto Aguayo, dijo que los “intimidaron mucho, nos llevaron de un lugar para otros, revisándonos, haciéndonos interrogaciones y tratando de forzarnos a escribir un papel sobre que habíamos violado una ley islámica”. “Yo me negué a hacerlo antes de hablar con mi abogado y ahí me dijeron 'entonces te vamos a encarcelar', y a la mayoría de la gente nos llevaron a la cárcel”.
Kevin Ovenden dice que el vio a un hombre que estaba usando una videocámara morir de un disparo “a través de la frente”. Paveen Yaqub cuenta que la golpearon y se burlaron de ella: “estaban tratando de tomarme “fotografías de trofeo”... encontraban placentero el humillarnos”.
Fintan Lane alega que el irlandés Fiachra O'Luain y el irlando-norteamericano Ken O'Keefe necesitaron hospitalización debido a los golpes que recibieron mientras eran deportados desde el aeropuerto de Tel Aviv.
Israel rechazó las denuncias de maltrato: "Es indignante, completamente falso", señaló a Efe Andy David, portavoz del Ministerio israelí de Asuntos Exteriores.
Manuel Tapial y otros han reclamado que todo el material de documentación de los sucesos que ellos tenían ha sido requisado por los israelíes: "Fuimos detenidos por comandos del Ejército que nos apuntaron a la cara con el láser de sus armas (...), nos encapucharon y nos robaron todo nuestro trabajo". Posteriormente, junto con los otros internacionalistas de nacionalidad española, interpuso una demanda ante la justicia española por el asalto y maltrato israelí y también por el robo de sus pertenencias.
La OTAN, después de una reunión de urgencia realizada el martes 1 de junio, exigió una investigación «creíble e imparcial» que aclare lo sucedido en el ataque del ejército israelí a la flotilla solidaria que transportaba ayuda humanitaria a Gaza y la liberación inmediata de «los civiles detenidos y de los barcos retenidos por Israel».
Más tarde, ese mismo día, el gobierno de Israel informó que «todos los extranjeros que habían estado a bordo de la flotilla asaltada el lunes por soldados israelíes serán liberados dentro de 48 horas».
La ONG turca Fundación de Ayuda Humanitaria (IHH), uno de los organizadores de la flotilla, denunció que tres activistas que tomaron parte en el viaje están desaparecidos y que podrían estar muertos. El presidente de IHH, Bulent Yildririm, que estaba a bordo del 'Mavi Marmara', denunció también que los doctores que viajaban en la nave entregaron a Israel 38 heridos, pero éstos solo repatriaron a 21.
Fintan Lane asegura que entre “los desaparecidos” se encuentran el libanés-irlandés Isam Bin Al; “ninguna persona con la que he hablado sabe donde está. Es muy preocupante”.
Israel reconoce que quedan en Israel siete "internacionales" porque "están hospitalizados y su condición médica no permite el traslado". Dos son turcos, uno australiano, otro indonesio y la nacionalidad de los tres restantes "aún no ha sido determinada".

### Heridos y muertos
El asalto israelí causó 10 muertes entre los pasajeros de la flotilla, incluida la de un herido que falleció tras haber pasado cuatro años en coma. Además, los comandos israelíes también causaron docenas de heridos. Uno de los heridos es el estadounidense Paul Larudee que fue inmovilizado con un arma de electrochoque, según informó el cónsul general de los EE. UU. a su familia. Hubo también 10 soldados israelíes heridos, 2 de ellos de gravedad.[cita requerida]

#### Fallecidos
Se confirmó la muerte causada por las fuerzas israelíes de nueve personas, las cuales fueron repatriadas a Turquía sin identificar. Finalmente se supo que los nueve fallecidos eran de nacionalidad turca, uno de ellos con doble nacionalidad estadounidense y turca. La mayor parte de los fallecidos fueron reconocidos como miembros del grupo IHH y organizaciones islamitas turcas, muchos de los heridos y fallecidos llevaban armas para atacar a los soldados israelíes.
Hubo un herido grave, Uğur Süleyman Söylemez, de 51 años, que estuvo cuatro años en coma tras ser tiroteado en el asalto. Murió el 23 de mayo de 2014, por lo que la cifra de muertes definitivas como consecuencia del asalto israelí ha subido a diez personas.
Además, tres o seis de los activistas continúan desaparecidos que podrían haber igualmente sido muertos.
Según fuentes periodísticas, las autopsias muestran que seis de las nueve víctimas fatales conocidas presentan heridas en la cabeza, cinco a corta distancia. Además, cinco presentan heridas en la espalda. Todas esas heridas causadas por munición de 9 mm. Asimismo también comunican que los resultados de los análisis forenses serán oficialmente publicados en un plazo de dos o tres semanas.
La lista de víctimas fatales conocidas es la siguiente:
- Cengiz Akyüz (41 años), natural de Alejandreta, provincia de Hatay, casado y con tres hijos: cuatro heridas de bala, una en la nuca, derecha de la cara, espalda, pierna izquierda.

- İbrahim Bilgen (61 años), natural de Siirt, ingeniero, miembro del Partido Saadet y de la Cámara de Ingenieros Eléctricos de Turquía, casado y con seis hijos: cuatro heridas de bala, a la derecha del pecho, espalda, cadera derecha, sien derecha.

- Ali Haydar Bengi (39 años), natural de Diyarbakir, casado y con cuatro hijos, licenciado en Literatura Árabe por la Universidad Al-Azhar (El Cairo): seis heridas de bala, en el pecho izquierdo, estómago, brazo derecho, pierna derecha, mano izquierda (dos).

- Furkan Doğan (19 años), estudiante, nacido en los Estados Unidos, tenía la doble nacionalidad turca y estadounidense: cinco balazos a menos de 45 centímetros de distancia, en la cara, en la parte posterior de la cabeza, dos en las piernas y uno en la espalda.

- Cevdet Kılıçlar (38 años), natural de Estambul, periodista, casado y con dos hijos, miembro de la organización humanitaria IHH: herida de bala en la frente. Según los testigos, un soldado israelí le reventó la cabeza con un disparo efectuado a un metro de distancia, y fue de los primeros en caer.

- Cengiz Songür (47 años), natural de Izmir, casado y con siete hijos: una herida de bala al frente del cuello.

- Çetin Topçuoğlu (54 años), ex campeón de Europa de taekwondo, casado y con un hijo: tres heridas de bala, en la nuca, lado izquierdo de la cabeza, lado derecho del estómago.

- Fahri Yaldız (43 años), bombero que trabajaba en el municipio de Ayidaman, casado y con cuatro hijos: cuatro heridas de bala, en el pecho izquierdo, pierna izquierda, pierna derecha (dos).

- Necdet Yıldırım (31 años), natural de Estambul, miembro del Partido Saadet y de la organización humanitaria IHH, casado y con una hija de tres años: dos heridas de bala, en el hombro derecho, lado izquierdo de la espalda.

- Uğur Süleyman Söylemez, de 51 años, había pasado cuatro años en coma tras ser tiroteado en el asalto. Murió el 23 de mayo de 2014.

## La carga

### Sobre las presuntas armas de la flotilla
Autoridades israelíes, como por ejemplo Benjamín Netanyahu, declararon que la flotilla llevaba armas. El director de Aduanas del puerto de Antalya, Fevzi Gülcan, en declaraciones a la cadena de noticias privadas NTV, calificó de falsas las afirmaciones israelíes acerca de la posible existencia de armas a bordo, afirmando que fueron examinados con aparatos de rayos X uno por uno todos los equipajes de los pasajeros del barco Mavi Marmara, uno de los atacados por las comandos israelíes. Antes de partir desde Turquía, el pacifista español Manuel Tapial, que también viajaba en el Mavi Marmara, explicó que todo el cargamento de los barcos había sido revisado y certificado por organizaciones internacionales independientes precisamente porque sabían que Israel utilizaría la excusa de la ayuda a Hamás para detenerles.
Al Jazeera ha publicado algunas fotos de la carga a bordo del Mavi Marmara: juguetes, libros, cuadernos escolares, sillas de ruedas y medicinas.
El portavoz para medios extranjeros del Ejército israelí, Avital Leibovich describió la carga de esta manera:

"No hay nada ilegal". "Se trata de productos que de cualquier manera entran en Gaza semanalmente" [como] "equipos médicos del tipo de sillas de ruedas, medicamentos (ya caducados o a punto de caducar), ropas, mantas y juguetes".

#### Polémica sobre las fotos de Reuters
Distintos medios de comunicación se hicieron eco de la denuncia presentada por el blog estadounidense Little Green Football de que Reuters habría recortado intencionadamente fotografías en las cuales aparecen miembros de IHH armados con cuchillos [cita requerida] junto a comandos israelíes caídos en la cubierta. Las imágenes, dos fotografías, fueron publicadas por Reuters con sus márgenes recortados, habiendo desaparecido las partes en que se muestran a los miembros de IHH cogiendo sendos cuchillos. Después de las denuncias, Reuters volvió a subir las fotografías a su sitio, ya sin sus márgenes recortados, explicando que la decisión de editar las imágenes había sido tomada en forma inocente. El gobierno israelí, a través del ministro Yuli Edelstein, presentó una reclamación escrita contra Reuters.

#### Polémica sobre las fotos de armas a bordo del Mavi Marmara
El sitio web que tiene en Flickr el Ministerio de Asuntos Exteriores de Israel presentó una variedad de artículos —incluyendo chalecos antibalas de la Media Luna Roja, una sierra eléctrica, cuchillos, prismáticos, aparejos de pesca, etc.— supuestamente encontrados a bordo del Mavi Marmara, bajo el título «Armas encontradas a bordo del Mavi Marmara».
Distintos medios de comunicación se hicieron eco de la denuncia presentada por el blog marroquí del jurista Ibn Kafka de que Israel habría fabricado esas fotos que supuestamente mostraban armas incautadas en los barcos que participaron en la Flotilla de la Libertad de Gaza y que fueron publicadas en la página Flickr del Ministerio de Relaciones Exteriores de Israel. Según la denuncia, estas fotos serían muy anteriores a los hechos, ya que los datos Exif de las fotos tienen fechas de febrero de 2006. Se trata de la imagen de los chaleco antibalas y la de equipos de visión nocturna y miras telescópicas, etc.
Asimismo, hay fotos de botes de aerosol de pimienta marcadas como tomadas por una Pentax Optio 550 cuyos datos Exif marcan la fecha 2003:01:01. Otras imágenes —tales como la de los aparejos de pesca, o las de las barras de metal que supuestamente fueron usadas por los activistas a bordo del Mavi Marmara— están fechadas por los datos Exif como tomadas el 31 de mayo o primero de junio del 2010.
Algunas de esas fotos no aparecen en la versión actual del sitio israelí.

### Destino de la carga
Una vez realizado el abordaje y las detenciones, Israel recogió del total de la carga aquella parte de la misma que cumplía con sus condiciones, con la intención de introducirla en Gaza. Algunos días después del asalto, la carga seleccionada, unos veinte camiones, aún permanece en el paso fronterizo de Kerem Shalom, transportada desde el puerto de Asdod, aproximadamente a sesenta kilómetros al norte de la franja de Gaza. Hamás ha declinado recibir el cargamento humanitario mientras no se libere a todos los activistas detenidos y se acepte transferir la totalidad de la carga transportada:

El Gobierno de Gaza rechaza recibir la ayuda de la flotilla hasta tener garantías de que Israel deja en libertad a todos aquellos que aún están bajo arresto
Taher A-Nunu, portavoz del ejecutivo de Hamás.

Versión que ha sido confirmada por el portavoz para medios extranjeros del Ejército israelí, Avital Leibovich:

Se ha suspendido la descarga de los barcos porque Hamás rehúsa recibir los primeros camiones.

Israel ha declarado que trasladará el cargamento a Gaza después de inspeccionarlo... pero Hamás ha decidido que el bienestar de la gente es menos importante que la política.

## Tripulación y pasajeros de la flotilla
El sitio web de Free Gaza incluye información sobre algunas personas que participaron en la flotilla de mayo de 2010, en total eran unas 480, más tarde la cifra se elevó a 682 de 42 países: Australia 3; Azerbaiyán 2; Italia 6; Indonesia 12; Irlanda 9; Argelia 28; Estados Unidos 11; Bulgaria 2; Bosnia 1; Baréin 4; Bélgica 5, Alemania 11; Sudáfrica 1; Holanda 2; Reino Unido 31, Grecia 38; Jordania 30; Kuwait 15; Líbano 3; Mauritania 3; Colombia 1; Malasia 11; Egipto 3; Macedonia 3; Marruecos 7; Noruega 3; Nueva Zelanda 1; Siria 3; Serbia 1; Omán 1; Pakistán 3; República Checa 4; Francia 9; Kosovo 1; Canadá 1; Suecia 10; Turquía 380 y Yemen 4.
De acuerdo con Reporteros Sin Fronteras, entre los pasajeros se encontraban más de sesenta periodistas de diversos países

### Personas destacadas a bordo de la flotilla
Algunas de estas personas eran, ordenadas por países:
- Kate Geraghty: fotógrafa del Sydney Morning Herald.
- Paul McGeough: periodista del Sydney Morning Herald.
- Annette Groth: parlamentaria del Bundestag alemán.
- Inge Höger: parlamentaria del Bundestag alemán.
- Iara Lee: cineasta brasileña.
- Kimberly Soto Aguayo: fotógrafa y politóloga.
- Edda Virginia Manga Otalora: historiadora Colombo-Sueca
- David Segarra: periodista de Telesur.
- Laura Arau, secretaria de la ONG Cultura, Paz y Solidaridad.
- Manuel Tapial, miembro de la ONG Cultura, Paz y Solidaridad.
- Joe Meadors: superviviente del incidente del USS Liberty en 1967 (barco estadounidense que fue atacado en aguas internacionales por Israel: 34 muertos y 173 heridos).[147]
- Huwaida Arraf, fundador de la ONG International Solidarity Movement.
- Nathalie Cardone: actriz y cantante.[148]
- Kahel Mazen: autorizado del ECESG.
- Haneen Zoabi: miembro de la Knesset israelí.
- Raed Salah: miembro de la rama norte del Movimiento islámico de Israel; presuntamente herido grave en el asalto.[149]
- Lubna Masarwa: Movimiento Free Gaza representante de Palestina.
- Caoime Butterly, pacifista irlandesa, herida a bala en 2002, por pararse delante de un tanque israelí.
- Denis J. Halliday, ex Coordinador Humanitario de la ONU en Irak
- Waleed Al-Tabtabaie: miembro del parlamento kuwaití.
- Abbas Nasser: periodista de Al Yazira.
- Raza Agha: productor del canal de noticias AAJ TV.
- Talat Hussain: director ejecutivo y periodista.
- Jamal Elshayyal: periodista de Al Yazira.
- Mohamed Nasser Al- Idrisi: parlamento del Yemen.
- Hassan Ghani: periodista y director de documentales.
- Mairead Corrigan Maguire: Premio Nobel de la Paz norirlandesa.
- Theresa McDermott: activista escocesa encarcelada en Ramla cuatro días, tras una fallida misión de ayuda humanitaria hacia Gaza en 2009
- Denis Healey: uno de los fundadores del Grupo Bilderberg y conocido político.
- Nadezhda Kevorkova: periodista.
- Hilarion Capucci, B.A.: Arzobispo titular de Caesarea en Palestina de los Greco-Melkitas.
- Henning Mankell: escritor.
- Dror Feiler: artista sueco-israelí.
- Mattias Gardell: historiador.
- Fehmi Bülent Yıldırım: presidente de la Caridad IHH.
- Ahmet Varol: periodista y autor.
- Ibrahim Sediyani: periodista y autor.
- Sinan Albayrak: actor.
- Dimitrios Plionis: representante del Comité Organizador del barco griego.

### Testimonios de los implicados

#### Hilarion Capucci
El arzobispo Hilarion Capucci iba en el buque libanés Al Ikhwa y fue detenido por Israel, días más tarde fue puesto en libertad en la frontera de Israel y Siria, donde declaró:

Los judíos son nuestros hermanos. No estamos en contra del judaísmo como religión, nosotros estamos en contra del sionismo. Los judíos son nuestros hermanos, todos somos hijos de Dios.

#### Michalis Grigoropoulos
El capitán de uno de los barcos de la flotilla, Michalis Grigoropoulos, declaró también el 1 de junio que el ejército israelí comenzó el ataque antes de abordar los barcos:

Estábamos en aguas internacionales. Los israelíes actuaron como piratas, de un modo completamente distinto del modo habitual con el que se realizan ejercicios náuticos, y se apoderaron de nuestro barco.

También insistió en que la flota «tenía como objetivo ofrecer ayuda humanitaria.»

#### Iara Lee
La cineasta brasileña Iara Lee, quien viajaba en el buque Mavi Marmara, relató:

[Los israelíes] dispararon a la cabeza de los pasajeros [...] cuando empezaron a invadir [el barco], mandaron a todas las mujeres a la parte de abajo [...] Entraron y comenzaron a disparar [...] dijeron que éramos terroristas, algo absurdo. Entraron donde estábamos las mujeres. Eran muchos vestidos de negro con armas gigantes como si estuvieran en una guerra [...] Esperábamos que dispararan a la pierna, disparos al aire, sólo para aterrorizar a las personas, pero fueron directo. Dispararon a la cabeza de los pasajeros (...) Debían ser las 4.30 cuando vimos las luces de las embarcaciones de la marina israelí. Yo conté al menos 14, que se acercaban a gran velocidad. En el cielo había un helicóptero, que disparó con un objetivo intimidatorio. Era evidente que la situación se había puesto seria: alguien izó la bandera blanca (...) Vi personas inocentes muertas por los soldados. Vi heridos graves abandonados por horas, sin atención. Cuando los militares israelíes matan, pueden también esperar una reacción de sus víctimas.
Iara Lee

#### Henning Mankell
El escritor sueco Henning Mankell, viajaba con la flotilla y fue expulsado el martes 1 de junio de 2010 de Israel. A su llegada a Gotemburgo denunció lo que calificó como brutalidad del asalto israelí y acusó a Israel de secuestro, piratería y de violar la legalidad internacional, según unas declaraciones realizadas a los periódicos Göteborgs Posten y Expressen. A los pocos días publicó en prensa un reportaje de los hechos titulado "Diario de un viaje al horror".

Los soldados no dudaron en atacarnos con violencia mortal, dispararon a personas que dormían. Por mucho que los israelíes digan que han encontrado armas es una estupidez. En el barco en el que yo viajaba encontraron un arma, mi maquinilla de afeitar. Me la sacaron y la mostraron, eso indica a qué nivel estaban.

Lo que pretendíamos los integrantes de la flotilla era llamar la atención sobre lo que está ocurriendo en Gaza.

Un único ejemplo debería bastar. Justo a mi lado, un hombre se niega a dejar sus huellas dactilares. Acepta que lo fotografíen, pero ¿las huellas? No ha cometido ningún delito. Opone resistencia. Y lo golpean hasta que cae al suelo. Luego se lo llevan de allí. Quién sabe adónde. ¿Cómo calificar semejante acción? ¿Repugnante? ¿Inhumana? Elijan libremente.

#### Norman Paech
El activista alemán que viajaba a bordo del Mavi Marmara, comentó:

Personalmente, lo que yo vi es que se usaron dos bastones de madera. No había nada más. Nosotros nunca vimos ningún cuchillo... Fue un ataque [israelí] en aguas internacionales contra una misión pacífica. Fue un acto de piratería [...]. Queríamos transportar ayuda a Gaza. Nadie tenía armas. Éramos conscientes de que este no sería un crucero sencillo, pero no esperábamos este tipo de brutalidad.

#### Manuel Tapial
El activista español contestó a las acusaciones de Israel al ser puesto en libertad:

Es imposible que pudiéramos atacar a tropas de élite (...) ¿Ahora va a resultar que Hamás tiene una red internacional? Hay que pararse a pensar sobre las acusaciones que se nos hacen (...) Desde las 3 de la mañana hasta ahora mismo [24 horas después] sólo he podido comer en el avión (...) Por supuesto, estamos hablando de sacar una nueva flotilla de barcos y que salgan desde Barcelona con bandera española (...) Ahora nos sentimos palestinos, porque hemos vivido en un día lo que los palestinos están acostumbrados a vivir en Gaza. Israel nos ha hecho palestinos.

#### Huseyin Tokalak
Capitán del Gazze, declara que barcos de guerra israelíes se aproximaron a la flotilla y anunciaron que les dispararían a menos que se detuvieran. La flotilla no obedeció:

“Comenzaron a dispararle directamente al Mavi Marmara. No les importó si era el frente o la parte de atrás del barco”.

Adicionalmente relató que los soldados le apuntaron con armas en la cabeza y lo amenazaron con hundir el barco:

Ellos apuntaron dos pistolas a la cabeza de cada uno de nosotros. Eran armas muy interesantes, como los que se ven en las películas (...) Empezaron a disparar directamente a Mavi Mármara. No les importaba si era la parte frontal o posterior de la nave (...) Pensé que se hundiría el barco [Mavi Mármara]. El capitán de Mavi Mármara dijo que estaba herido y había otros en su barco que también resultaron heridos. Parecía presa del pánico y nos entró el pánico también (...) Tuvimos que parar para evitar más muertes.
Tokalak, en una conferencia de prensa el 1 de junio de 2010.

#### Haneen Zoubi
La parlamentaria árabe israelí de la Knesset Haneen Zoubi, que viajaba a bordo del Mavi Marmara declaró el 1 de junio de 2010 tras quedar en libertad que el ejército israelí pretendía causar el mayor número de víctimas:

Estaba claro por el tamaño de las fuerzas que abordaron el barco que el objetivo [del ejército israelí] no era sólo detener la expedición, sino causar el mayor número de víctimas posible para detener este tipo de iniciativas en el futuro.

Zoubi declaró que los componentes de la flotilla no tenían intenciones violentas: «Nuestro objetivo era romper el bloqueo [de la Franja de Gaza]; no teníamos planes de ninguna confrontación violenta». La parlamentaria exigió al Gobierno israelí que permitiese las visitas a los activistas miembros de la flotilla detenidos en Beer Sheba, así como una comisión de Naciones Unidas que clarificase en incidente.
Además relató lo sucedido en la cubierta del barco en el que ella viajaba:

Estaban gravemente heridos y a la media hora murieron delante de mi.., si los soldados israelíes les hubieran ayudado, estarían vivos ahora mismo (...) En los primeros diez minutos hubo dos muertos en la segunda cubierta, ambos eran turcos y tenían los disparos en un lado de la cara (...) Israel ya ha dado su versión, ahora nosotros queremos contar la verdad (...) Estaba todo planeado, planeado para que pasara lo que pasó.

#### Sarah Colborne
Fue como una película de terror. Estaba sucediendo una masacre. Estaban disparando con munición real y en todas partes se estaba viendo muertes .... Fue una experiencia horrible. Nos obligaron a ir la cubierta superior, donde nos amarraron las manos con ataduras de cables. Nos obligaron a sentarnos o arrodillarnos. Terminamos esperando bajo el sol caliente. No teníamos agua. Había una mujer en el piso superior que estaba embarazada. Había una mujer en la cubierta superior gravemente enferma, había un hombre que, cuando me las arreglé para darle un poco de agua, parecía que se había desmayado. " ... "Se sentía irreal. Simplemente no podía creer que esto estaba sucediendo. Sabíamos que los israelíes podrían utilizar tácticas como esta. Sabemos que usan tácticas como éstas contra los palestinos, que han masacrados palestinos en el pasado, [pero] no pensamos que haría uso de estas medidas contra un grupo de civiles, de edades entre, el más joven tiene menos de un año, el mayor, 89. Nunca pensamos que lo harían a los civiles de 32 países en ese barco, (hay más países representados en la flotilla entera). [Nosotros] estábamos en una misión de ayuda humanitaria. Obviamente no teníamos armas. Habíamos ido a través del puerto turco y todo, obviamente, había sido minuciosamente revisados por las autoridades turcas. No había absolutamente ninguna manera hubiera arma alguna en el barco.
Middle East Monitor. First British survivor of the flotilla massacre comes home. "It was like a horror movie" says Sarah Colborne

### Denuncia por parte de Israel de la presencia de miembros de Al Qaeda, Yihad Islámica y Hamás
Con posterioridad al asalto, Israel ha denunciado la presencia de miembros de Al Qaeda, Yihad Islámica y de Hamás entre los activistas detenidos después del abordaje. En este sentido, el Gabinete de Seguridad Israelí afirmó haber identificado alrededor de 40 miembros de Al Qaeda entre los detenidos, los cuales no llevaban identificación personal alguna.
Según informaciones del 4 de junio de 2010, Israel no habría presentado pruebas sobre esta acusación.
La organización implicada, IHH, es considerada una organización de caridad en Turquía: "la Fundación para los Derechos Humanos y Libertades y de Ayuda Humanitaria (IHH) -con sede en Estambul- es un grupo de caridad islámica prohibida en Israel que fue creado para brindar ayuda a los musulmanes de Bosnia a mediados de la década de 1990.” Durante los últimos seis años, IHH ha tenido la posición de “estado consultivo especial” como una ONG (no gubernamental) en el “Consejo Económico y Social” de las Naciones Unidas.
Serkan Nergis, un portavoz de IHH, dijo a Reuters: "No tenemos nada en contra de Israel. Nuestro único objetivo era llevar ayuda al pueblo de Gaza. Pero, para Israel, independientemente de tu religión o tu nacionalidad, si ayudas a la población de Gaza, te declara un terrorista."

#### Respuesta de IHH
IHH respondió:
"IHH ha sido acreditado por la ONU como una organización no gubernamental con estatuto consultivo ante el Consejo Económico y Social de la Asamblea General y también es miembro de numerosas organizaciones de marco internacional para la Ayuda humanitaria y los Derechos humanos. Las organizaciones llevan a cabo actividades conjuntas de ayuda en 120 países, independientemente de diferencias regionales, de religión, lengua, sexo o ideología. Palestina es solo uno de esos países en los que IHH lleva a cabo actividades de ayuda humanitaria.”
“Aquí estamos abiertos a todo tipo de inspección e investigación. Nuestro trabajo está en conformidad con el derecho internacional. ¿Puede Israel posiblemente proclamar hace lo mismo?”.

## Reacciones en Israel

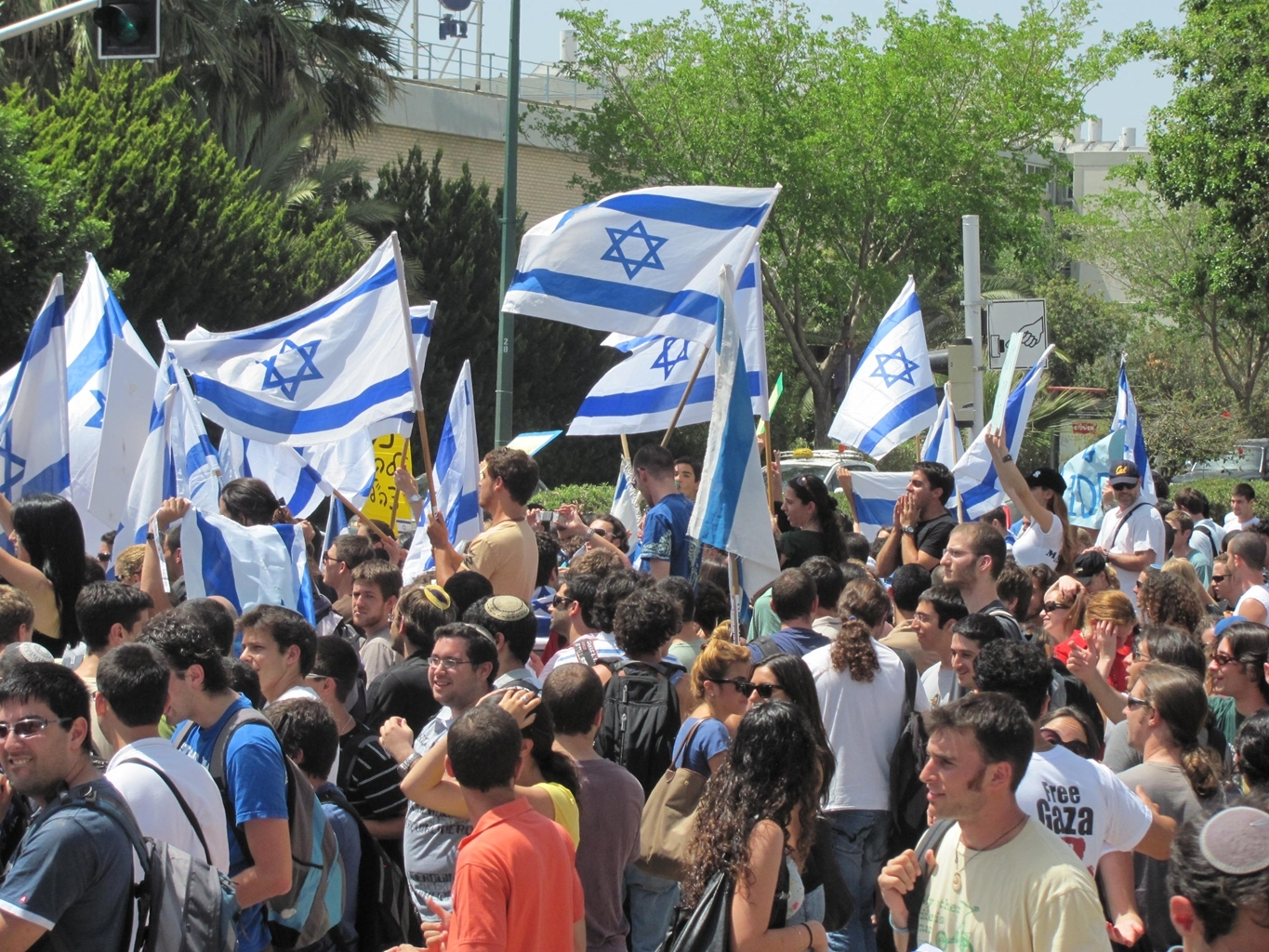
Alumnos universitarios de Tel Aviv
muestran su apoyo al ataque a la flotilla de Gaza.

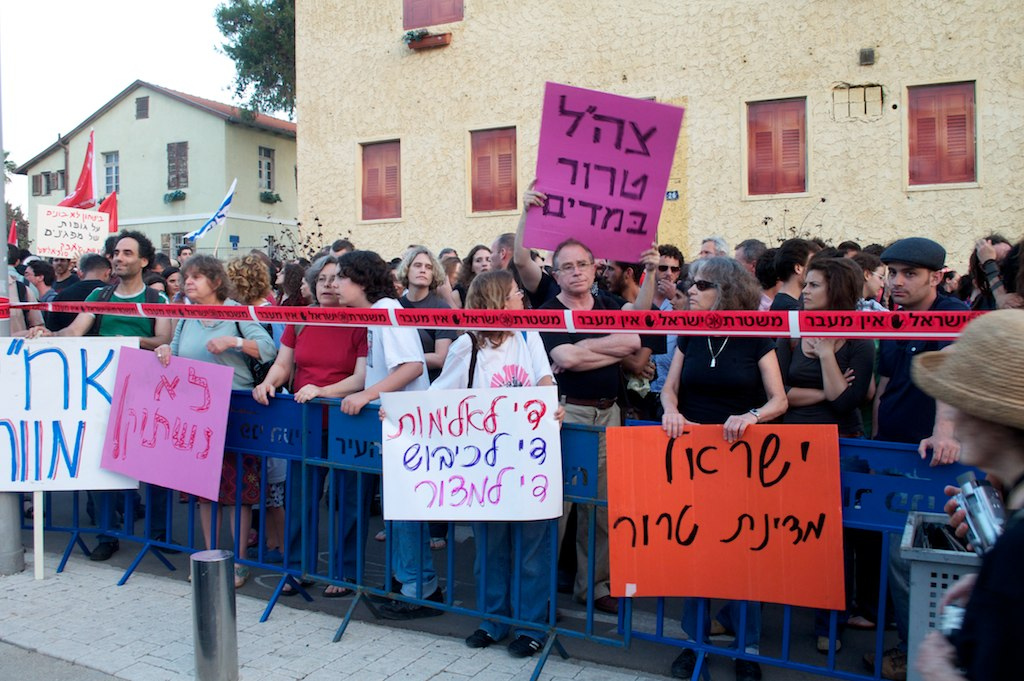
Activistas Israelíes se manifienstan en contra del ataque a la flotilla frente al Kirya, sede del ejército de Israel en Tel Aviv.

### Gobierno de Israel
El primer ministro israelí Benjamín Netanyahu defendió la actuación de su ejército, afirmando que los soldados israelíes actuaron en defensa propia, y que los responsables del enfrentamiento fueron los activistas por atacar a los soldados. Netanyahu, que declaró que Gaza «se ha convertido en una base para terroristas apoyados por Irán», afirmó que su gobierno permite la entrada de «todo tipo de bienes humanitarios en Gaza», y que su objetivo es «impedir la entrada en Gaza de cohetes, misiles, explosivos y material de guerra que pueda ser usado para atacar a nuestros civiles».
Otros miembros del Gobierno de Israel y de su aparato diplomático se expresaron en el mismo sentido que el primer ministro Netanyahu. El Ministerio de Defensa israelí difundió un vídeo en el que se mostraban fragmentos del asalto al convoy en los que algunos activistas atacaban a los soldados israelíes sobre la cubierta del Mavi Marmara. De acuerdo con las Fuerzas de Defensa de Israel, la «Operación brisa marina» se convirtió en una emboscada por parte de los activistas de intenciones beligerantes, algunos de los cuales están relacionados con grupos terroristas musulmanes, según Israel National News.
Ante la situación, el gobierno israelí activó la red virtual de su aparato de hasbará, diseñada para situaciones de emergencia y que opera en inglés, ruso, español, árabe y hebreo.  Coordinados desde el ministerio de la Hasbará (o ministerio de Diplomacia Pública) –y más concretamente desde la llamada Situation Room—, cientos de activistas y blogueros, y más de cien mil usuarios de redes sociales en Internet entraron en acción para apoyar y difundir las explicaciones dadas por las autoridades israelíes.
El mismo día del enfrentamiento y tras las declaraciones de los miembros del gobierno turco y de las manifestaciones antiisraelíes llevadas a cabo en diferentes puntos de Turquía, el Consejo Nacional de Seguridad israelí (NSCCTB en sus siglas en inglés) emitió una advertencia recomendando a los ciudadanos israelíes a no viajar a Turquía «hasta que la situación se aclarase».

### Población israelí
Cientos de israelíes, incluidos algunos miembros del partido derechista en el gobierno Likud, se manifestaron frente a la embajada turca en Tel Aviv tras la retirada del embajador turco y de las duras declaraciones del primer ministro Recep Tayyip Erdoğan y de otros miembros de su gabinete en contra del asalto de la flotilla. Los manifestantes portaban banderas israelíes y pancartas calificando a Erdogan de islamofascista y comparándolo con el presidente iraní Mahmud Ahmadineyad. También se tiraron huevos durante la manifestación contra la fachada de la embajada.
Varios cientos de israelíes se concentraron frente al Ministerio de Defensa de Israel en Tel Aviv, convocados por organizaciones y partidos políticos pacifistas y de izquierda. Los manifestantes portaron banderas palestinas y comunistas, calificaron a Israel de «Estado fascista», y portaron pancartas a favor de un boicot sobre los productos israelíes.

### Comunidad árabe israelí
Docenas de jóvenes árabes israelíes se manifestaron en el área de Wadi Ara para protestar por el asalto sobre la Flotilla de la Libertad, y de la supuesta muerte, después negada, de Raed Salah durante el asalto. Los manifestantes se enfrentaron a la policía y bloquearon la entrada a la población israelí de mayoría árabe de Umm al-Fahm. Como resultado de los enfrentamientos se produjeron seis detenidos y cuatro heridos, dos de ellos policías.
Haneen Zoubi ha denunciado amenazas de muerte en su contra: "Esto es inherente aquí, no es algo que comenzó ayer. Es simplemente más duro y más brutal ahora", [porque hay nuevo clima] "de ideas racistas, ilegítimas que han llegado a ser violentas”.

## Reacción internacional

### Reacción de la ONG Free Gaza
Los organizadores de la flotilla negaron vigorosamente la versión israelí de los hechos, sugiriendo que las fuerzas de ese país abrieron fuego sin provocación previa: «La última noticia directa que tuvieron, a través de Internet, fue que se estaban descolgando militares desde los helicópteros y que había dos muertos y decenas de heridos.»
Dado que Israel ha retenido los integrantes de la flotilla manteniéndolos incomunicados, no hay una versión desde el punto de vista de los participantes en la flotilla misma. Hasta el momento, el Gobierno de Israel ha negado acceso consular a los detenidos, incluyendo a los grupos de parlamentarios de varios países, pacifistas y periodistas que se encontraban a bordo.

### Organismos Internacionales
- El secretario general de Naciones Unidas, el surcoreano Ban Ki Moon, condenó durante la reunión urgente del Consejo de Seguridad llevada a cabo el mismo día del asalto el «baño de sangre» provocado por el abordaje israelí, exigiendo a las autoridades hebreas «una explicación urgente». El coordinador especial de Naciones Unidas para el Proceso de Paz en Oriente Medio, Robert Serry, y el comisario general de la Agencia de la ONU para los Refugiados de Palestina, Filippo Grandi, emitieron una nota conjunta en la que condenaron el ataque y exigieron a Israel una explicación completa y el fin del bloqueo sobre Gaza.[183] El relator de la ONU para los Territorios Palestinos ocupados, Richard Falk, instó a que se llevase ante la justicia a los responsables israelíes del asalto a la flotilla internacional humanitaria.[184]
- La Unión Europea condenó «el uso de la violencia que ha provocado un alto número de víctimas mortales».[185]
- El secretario general de la Liga Árabe, Amer Musa, anunció la reunión de urgencia de la organización, convocada por petición del Presidente de la Autoridad Nacional Palestina Mahmud Abbas.[186]
- La Unión de Naciones Suramericanas, UNASUR, rechaza enérgicamente el uso de la fuerza por parte de las fuerzas israelíes contra buques mercantes ocurrida, en aguas internacionales, que causó la muerte y heridas a numerosos civiles, cuando se dirigían a la Franja de Gaza con ayuda humanitaria.[187]
- Los 28 países de la Organización del Tratado del Atlántico Norte se reunieron a petición de Turquía de manera extraordinaria el 1 de junio y exigieron a Israel la «liberación inmediata de todos los civiles detenidos».[188]

### Europa

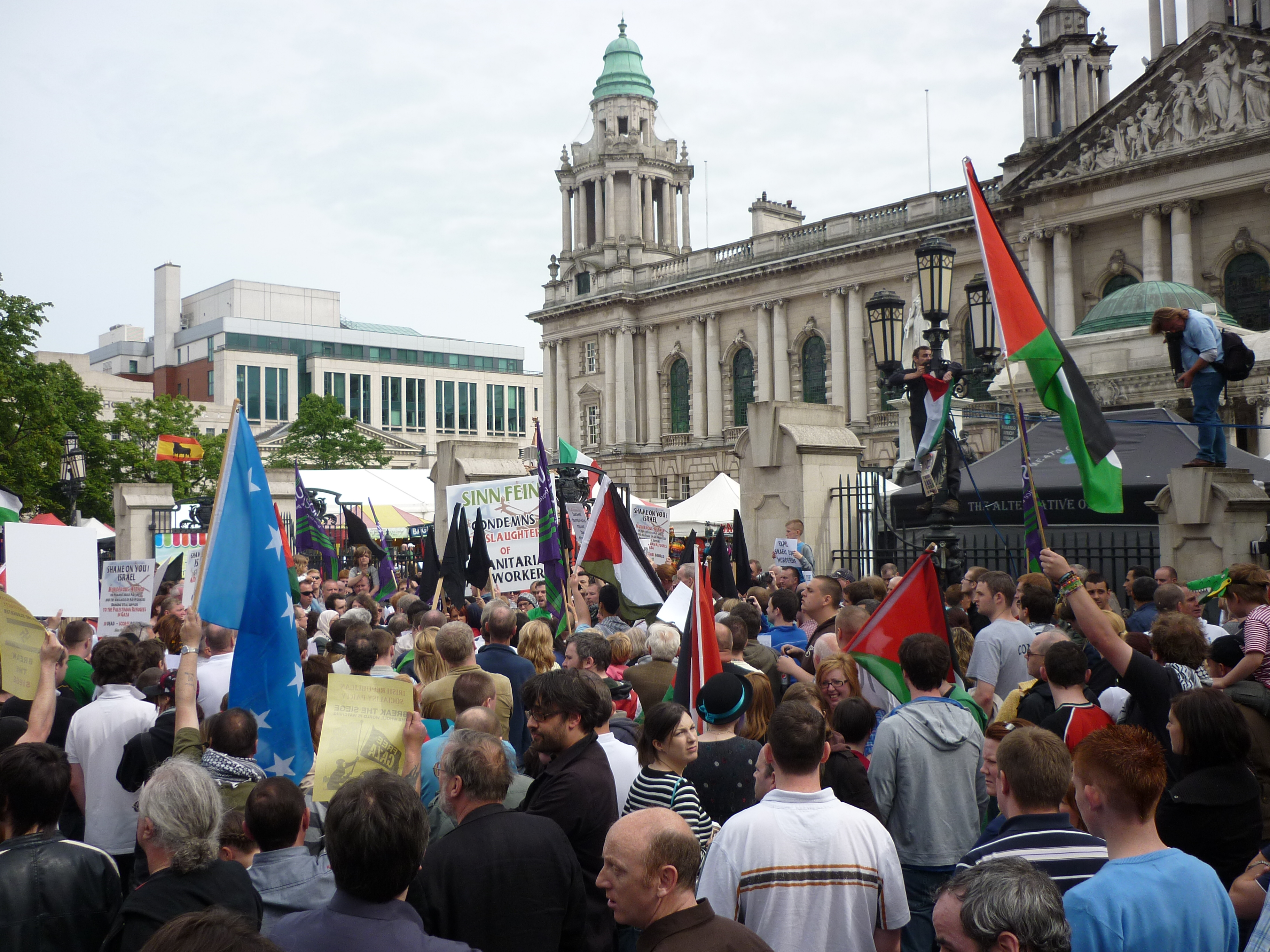
Manifestación en Belfast el 31 de mayo de 2010 para condenar el ataque.

- Bélgica criticó la fuerza «desproporcionada» de Israel.[189]
- El Presidente del Gobierno de España, José Luis Rodríguez Zapatero condenó el ataque y calificó los hechos como «graves y preocupantes», al tiempo que convocaba a consultas al embajador israelí.[190] España ha reclamado que se emprenda una «investigación» de los hechos y «se depuren responsabilidades» y recuerda que la UE ha pedido un «levantamiento inmediato e incondicional del bloqueo a Gaza para permitir la entrada de la ayuda humanitaria»[191]

El comunicado oficial señala:

El Gobierno de España condena la actuación militar de esta madrugada contra los tripulantes de la flotilla de activistas y miembros de ONGs que se dirigían a Gaza y que ha causado un número elevado de víctimas. El Gobierno de España expresa sus condolencias a las familias de las víctimas y desea una pronta recuperación a los heridos. Considera que se trata de una actuación completamente desproporcionada, y apoya plenamente la petición de la UE para que Israel lleve a cabo una investigación y se depuren responsabilidades. El Gobierno de España reitera su petición de que se levante el bloqueo sobre el territorio de Gaza.

Mientras tanto, en diversas ciudades se convocaron de forma espontánea manifestaciones de repulsa, algunas pidiendo el boicot a los productos israelíes.
El embajador de Israel en España, en un programa de televisión, comparó los muertos en el ataque con los de los accidentes tráfico, palabras de las cuales se desdijo a las pocas horas, disculpándose en una rueda de prensa y achacándolas al cansancio.
- El presidente francés, Nicolas Sarkozy, denunció el «uso desproporcionado de la fuerza» y pidió que se aclaren todas las circunstancias de la tragedia. Además, el mismo día del suceso el Ministerio francés de Asuntos Exteriores llamó a consultas al embajador de Israel en París, Daniel Shek, para pedirle explicaciones por el asalto.[196]
- Grecia anunció que iba a interrumpir las maniobras militares que tenía previstas con Israel.[197]
- El gobierno Noruego se declara sorprendido por el ataque, agregando que «este tipo de ataques contra activistas civiles es completamente inaceptable» y que se necesita una investigación independiente tan pronto como sea posible.[198]
- William Hague, Secretario de Estado de Relaciones Exteriores del Reino Unido declaró que «deplora la pérdida de vidas» durante el asalto a la flotilla de ayuda, agregando que «hay una necesidad de que Israel actué con consideración y en línea con sus obligaciones internacionales» y llamó a que los «límites en la ayuda a Gaza sean eliminados».[199]
- : «Moscú expresa su enérgica condena al ataque israelí que ha causado muertos y heridos y exhorta a levantar el bloqueo a la Franja de Gaza».[200]
- La Santa Sede expresó «gran preocupación y dolor» por ataque israelí.[201]

### Reacción ciudadana en Europa
A través de Europa ha habido numerosas demostraciones de repudio frente a la acción israelí. La prensa y la opinión política en general se ha mostrado crítica.

### América
- Argentina: La Cancillería emitió un comunicado en el que afirmó que «la República Argentina lamenta profundamente la pérdida de vidas humanas producida en este episodio y efectúa un llamado a que se lleve a cabo una completa y exhaustiva investigación de los hechos ocurridos, agregando un “enérgico llamado al cese inmediato de actos de violencia que agravan la situación en Medio Oriente, y al levantamiento del bloqueo a la población de Gaza, permitiendo la libre circulación de las personas y el ingreso de ayuda humanitaria a la región”».[203]
- Bolivia: el canciller David Choquehuanca emitió un comunicado en el cual «manifiesta su indignación por el atroz ataque perpetrado por el Ejército israelí en contra de personal civil que conforma una flotilla internacional que pretendía llevar a Gaza con ayuda humanitaria».[204]
- Brasil: el gobierno brasileño convocó al embajador israelí para manifestarle su «indignación» por lo sucedido.[205]
- Chile: el ministerio de Relaciones Exteriores de Chile emitió un comunicado en el que deploró y condenó «la violenta reacción de fuerzas israelíes».[206]
- Costa Rica: La Casa Amarilla y el Gobierno lamentaron la pérdida de vidas humanas. A pesar de la aparente posición neutral del país, el 1 de junio un grupo de manifestantes, organizados en su mayoría por el Centro de Amigos para la Paz (CAP) hizo presente su tenaz repudio contra el ataque israelí y planteó su condena.[207]
- Cuba: El ministerio de Relaciones exteriores emitió una nota oficial, donde condenó el «criminal ataque israelí a una flotilla de barcos que llevaba ayuda humanitaria a la bloqueada Franja de Gaza». El país hizo también un llamado a la comunidad internacional «a exigir a las autoridades israelíes el inmediato levantamiento del ilegal, despiadado y genocida bloqueo contra el pueblo palestino».[208]
- Ecuador: El Presidente Rafael Correa dispuso llamar a consultas al embajador de Ecuador en Israel, Rafael Veintimilla, como medida de rechazo al ataque israelí a la “Flota de la Libertad”.[209]
- México: a través de un comunicado de la Secretaría de Relaciones Exteriores: «Condena en los términos más enérgicos el ataque realizado por las Fuerzas Armadas de Israel en aguas internacionales en contra de barcos de carácter civil, que buscaban llevar ayuda humanitaria para los habitantes de la Franja de Gaza».[210] Asimismo Claude Heller, representante ante la ONU, indicó que «los ataques contra civiles, así como las restricciones de acceso a la asistencia humanitaria en Gaza, constituyen crímenes internacionales y violaciones graves a las normas y principios del derecho internacional humanitario».[211]
- Nicaragua: El gobierno de Nicaragua, decidió suspender el 1 de junio relaciones diplomáticas con Israel.[212]
- Panamá: el Ministerio de Relaciones Exteriores emitió un comunicado en donde el gobierno panameño "lamenta profundamente la pérdida de vidas y las lesiones que han resultado de la operación militar israelí" y ha pedido que se realice una investigación de los hechos en el menor tiempo posible. También pide que se reanude el proceso de paz en Oriente Medio y permitir la ayuda humanitaria a los habitantes de la Franja de Gaza.[213]
- Perú: Mediante el comunicado oficial 002-10 del 1 de junio de 2010 emitido por el Ministerio de Relaciones Exteriores del Perú, el gobierno de este país condena la violenta intervención de las fuerzas israelíes a un grupo de embarcaciones civiles de carácter humanitario destinada a la población de Gaza causando numerosas víctimas mortales y heridos civiles y desconociendo la Resolución 1860 del Consejo de Seguridad de las Naciones Unidas.[214]
- Uruguay: el gobierno uruguayo condenó «las acciones militares emprendidas por las fuerzas israelíes contra un convoy de barcos con ayuda humanitaria navegando en aguas internacionales con destino a la Franja de Gaza». Además la cancillería demandó «una rápida investigación independiente de los hechos e insta al Gobierno de Israel a que colabore con la misma en cumplimiento de sus responsabilidades internacionales».[215]
- Venezuela: el gobierno venezolano, en la persona de su presidente Hugo Chávez, calificó el ataque de «terrorista» y «criminal».[216]

### Turquía
- Turquía, país tradicionalmente aliado de Israel en el mundo musulmán, con quien las relaciones se habían deteriorado tras el conflicto de Gaza, llamó a consultas a su embajador en Tel Aviv. El primer ministro turco, Recep Tayyip Erdoğan, que se encontraba en Chile, calificó el asalto israelí de «ataque brutal e inhumano» y lo consideró un acto de terrorismo de Estado.[2] Horas antes, el vice primer ministro turco Bülent Arinç había calificado de «mancha negra en la historia de la Humanidad» el asalto, y había solicitado la reunión urgente de la Organización de la Conferencia Islámica, la Liga Árabe y la Unión Europea para analizar la situación.[217] El mismo día, el ministro de asuntos exteriores, Ahmet Davutoglu, anunció que se trasladaría a Nueva York para exigir la convocatoria urgente del Consejo de Seguridad de Naciones Unidas, al que Turquía pertenece en calidad de miembro no permanente, para analizar la situación creada tras el incidente.[217] Miles de personas se manifestaron portando pancartas en las que se proclamaba "No pueden detener los barcos con ayuda humanitaria" e "Israel asesino, quita tus manos de los barcos".[218]

### Países y territorios árabes

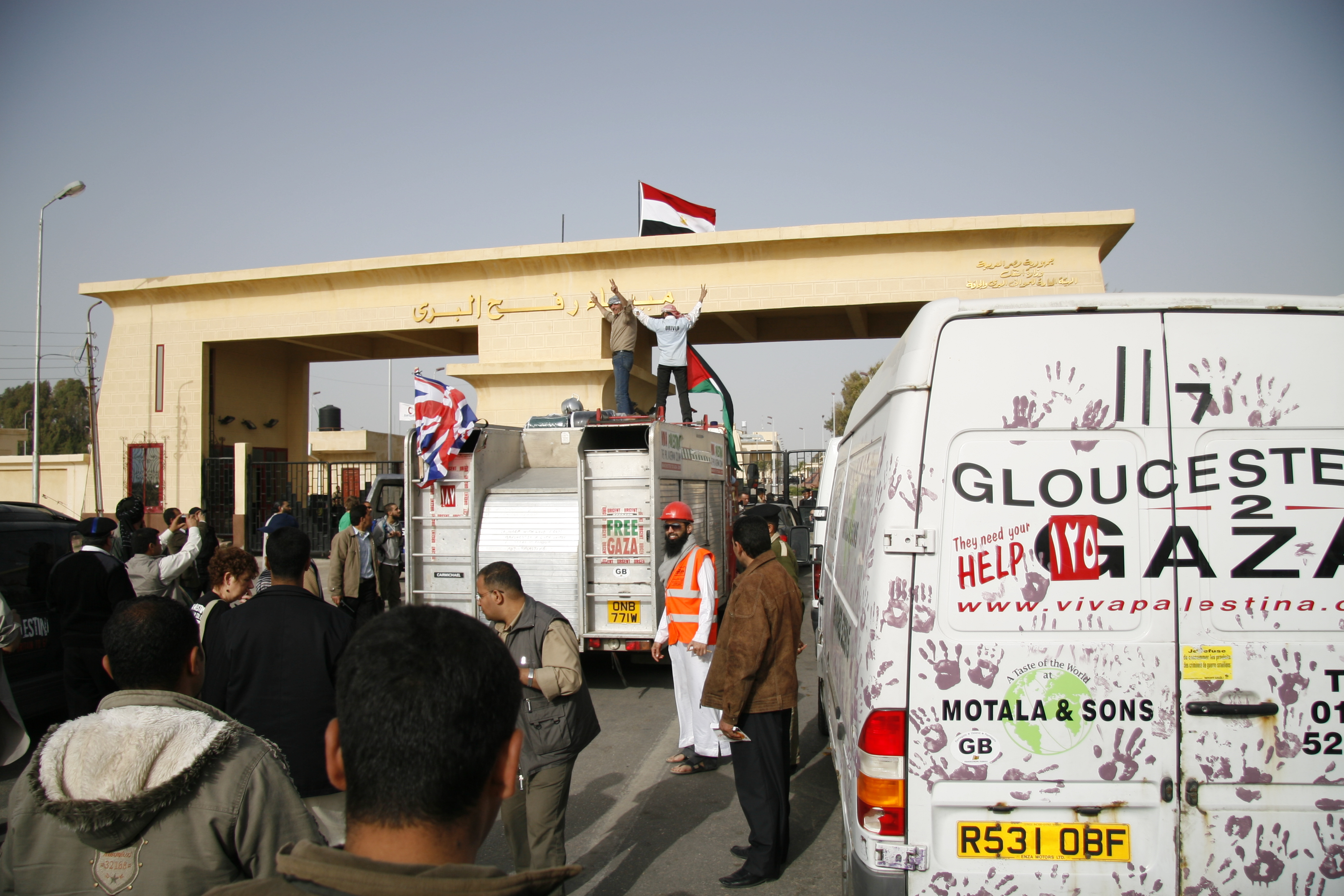
Apertura del paso fronterizo de Rafah en la frontera de Egipto y la franja de Gaza.

- Baréin: Unas diez mil personas, convocadas por los líderes sunitas, chiítas y de la izquierda política se manifestaron frente a la sede local de la ONU, al grito de "muerte a Israel".[218]
- Egipto: el presidente egipcio, Hosni Mubarak, en un comunicado oficial condenó «el uso exagerado y sin motivo de la fuerza por parte de Israel y las víctimas inocentes que ha causado».[219] Posteriormente, ordenó abrir el paso fronterizo con Gaza.[220] Durante las manifestaciones, miles de ciudadanos marcharon al grito de "muerte a Israel".[221][222]
- Jordania: el ministro de Asuntos Exteriores de Jordania, Nabil Sharif, dijo que el ataque israelí «ha violado todos los principios humanitarios y las leyes internacionales, porque nada justifica el uso de la fuerza contra esta expedición humanitaria».[219] Durante las manifestaciones de repudio, la multitud coreó el grito "muerte a Israel".[221][222]
- Líbano: el jeque Hassan Nasrallah, líder de Hizbollah, declaró ante una multitud que lo recibió al grito de "Dios es grande y muerte a Israel" que "Israel fue creado a través del terrorismo de estado y siempre ha ridiculizado normas internacionales y diplomáticas, y todo está permitido por el bien de Israel".[221][223]
- Marruecos: Manifestaciones de repudio con participación de miles de personas. Se coreó la consigna "muerte a Israel".[222]
- Territorios Palestinos: el portavoz de Hamás, Samil Abu Zuhri, llamó a una "Intifada global", pidiendo a todos los musulmanes que se manifestaran frente a las "embajadas sionistas".[224]

### Países de otras regiones
- Australia: el primer ministro Kevin Rudd ha dicho que: “el gobierno deplora el mortal ataque de los comandos contra barcos llevando ayuda humanitaria a la bloqueada franja de Gaza” y que “Australia ha presionado a Israel a montar una investigación transparente del asalto en el cual al menos nueve personas murieron”. “Recae sobre Israel la responsabilidad de dar una explicación por los hechos”[225]

- China: el canciller Ma Zhaoxu afirmó que "estamos conmocionados por el ataque israelí que dio lugar a las graves perdidas de vida y lo condenamos".[226]

- India: Anand Sharma, delegado por el primer ministro Manmohan Singh declaró que “No puede haber ninguna justificación para ese uso indiscriminado de la fuerza, que condenamos”. Y prosiguió: “El continuo bloqueo de Gaza y la negación de suministros esenciales de alimentos y medicinas ha creado una crisis humanitaria de inmensas proporciones. La población civil, especialmente mujeres y niños, son las víctimas de la falta de solución”.[227]

- Indonesia condenó el ataque a la flotilla: "Indonesia trabajará con la comunidad internacional para exigir cuentas a Israel, de conformidad con el derecho internacional", dijo el canciller Marty Natalegawa. "Urgimos a las ONU a investigar el incidente."[228]

- Irán: el presidente de Irán, Mahmud Ahmadineyad envió un mensaje de condolencias al primer ministro turco en el cual denunció los "nuevos crímenes y violaciones" del "régimen sionista", a la vez que llamaba a un boicot internacional contra Israel.[229] Por su parte, el Ayatolá Jamenei transmitió un mensaje en el que afirmó que: "Hoy en día, Palestina no es una cuestión árabe ni islámica, sino una cuestión de derechos humanos en el mundo contemporáneo".[230] En la manifestación frente a la sede de Naciones Unidas en Teherán, la multitud se manifestó al grito de "muerte a Israel", "muerte a Estados Unidos" y "muerte al Reino Unido".[221][222][231]

- Malasia también fustigó la incursión de los comando, diciendo que fue "una violación flagrante y grave del derecho internacional" y pidió a Israel que levante inmediatamente el "inhumano" bloqueo.[228]

### Declaraciones de personalidades sobre los hechos

#### Bernard-Henri Lévy
Estoy seguro de que no tardaremos en saber que esta "flotilla humanitaria" solo tenía de humanitaria el nombre; que se aprovechaba de los signos y los símbolos, y que tenía mucho más en cuenta el impacto mediático que la miseria de un pueblo; y que la rama turca de los Hermanos musulmanes —o incluso alguna fuerza de gobierno en Turquía—, que está detrás de esta provocación, tenía buenas razones para rechazar la propuesta israelí de una escala en el puerto de Asdod para poder inspeccionar el contenido de las bodegas de los navíos. El País, 06/06/2010.

Desinformación: el silenciamiento prácticamente total, en el mundo entero, de la increíble actitud de Hamás, que, ahora que el cargamento de la flotilla ha cumplido su función simbólica; ahora que ha servido para incitar al Estado judío al error y para reactivar con más fuerza que nunca la mecánica de su demonización (Libération, de nuevo, publicaba un terrible titular: Israel, Estado pirata, que, si las palabras aún significan algo, solo puede entenderse como una deslegitimación del Estado hebreo); ahora que, en otras palabras, son los israelíes quienes, una vez llevada a cabo la inspección, deciden encaminar la ayuda hacia sus supuestos destinatarios, se silencia, decía, la actitud de un Hamás que bloquea la mencionada ayuda en el paso fronterizo de Kerem Shalom y deja que se pudra tranquilamente: El País, 08/06/2010.

#### Dominique de Villepin
Los recientes sucesos marcan un vuelco histórico. Vician la lógica de la amenazas y la fuerza. Israel no puede esperar garantizar de forma durable su seguridad mientras que no se haga justicia al pueblo palestino. Esto significa, para Israel, trazar una senda de justicia. .. y el primer paso es el fin del bloqueo de Gaza. La ayuda a una humanidad en peligro, tal es el precio a pagar por la seguridad de Israel.

#### Benedicto XVI
Pidió el 4 de junio el fin del embargo israelí contra Gaza y que se abriera una investigación sobre el ataque. Afirmó que los musulmanes "son nuestros hermanos", apeló a "la paciencia", y proclamó que

todos los intentos de construir una convivencia más fructífera y fraterna son muy importantes.
El País, 05/06/2010.

#### Noam Chomsky
Pura agresión criminal sin ninguna justificación.
Diario egipcio Al-Ahram 05/06/2010.

#### Linda Grant
La novelista y ensayista británica aconseja prudencia. Encontrando una similitud con el caso del buque Exodus (en que ambas situaciones cambiaron la opinión pública de que es o no justo) escribió:

Cuando la simpatía del público se indigna por lo que ha sido descrito como una masacre, las sutilezas de lo que debe ser la solución a los reclamos de los rivales árabes y los judíos de la misma pieza de territorio no es el punto. Miramos hacia atrás en el barco Exodus y me pregunto si nuestros padres y abuelos deberían haber pensado más y haberse emocionado menos. Pero emociones son lo que se siente, no se puede evitar. Empatía humana por los reclusos de una prisión a cielo abierto vasta, sufriendo castigo colectivo, siempre derrotara a las advertencias de los thinktanks. La imagen de la flotilla de Gaza se ha grabado en la mente, independientemente de las consecuencias imprevistas de nuestra indignación colectiva”.

#### Nelson Mandela,Desmond Tutuy otros
Nelson Mandela -junto a un grupo de cinco otros “ancianos” galardonados con el Premio Nobel de la Paz- condenó como "completamente inexcusable" el atentado perpetrado por Israel contra una flotilla que llevaba ayuda a Gaza. Añadió que ese bloqueo es “una de los mayores violaciones de Derechos Humanos en el mundo” y es no solo

ilegal en virtud del derecho internacional, es también contraproducente ... porque fortalece extremistas en el territorio palestino. (...) Este trágico incidente debe llamar la atención del mundo sobre el terrible sufrimiento de 1,5 millones de habitantes de Gaza, la mitad de los cuales son niños menores de 18 años.

#### Ivan Eland
Asociado Sénior y Director del “Center on Peace and Liberty” en el Independent Institute:

Los detalles del ataque de Israel contra la flotilla que se dirigía a Gaza con ayuda humanitaria aún continúan eludiendo el intento israelí de censurarlos. Pero incluso si es aceptada la versión de Israel acerca de su ataque a la flotilla, la situación sigue siendo bastante condenatoria para esa nación. (...) incluso si dejamos de lado la versión de los acontecimientos de los organizadores de la flotilla y aceptamos piadosamente la historia de Israel como lo que realmente sucedió, Israel sigue siendo culpable. Los militares israelíes atacaron a navíos desarmados en aguas internacionales, alrededor de 41 millas de la costa israelí—mucho más allá del límite de 12 millas de las aguas territoriales israelíes—para hacer cumplir un bloqueo ilegal e inhumano de Gaza. El bloqueo es una violación del derecho internacional y un acto de guerra. Así, los pasajeros de cualquier buque que esté siendo ilegalmente atacado tienen derecho a defenderse con cualquier armamento que puedan procurarse, incluidas las pistolas capturadas de comandos incompetentes".

#### Abdulá Gül
Es una clara manifestación de que Israel ha quedado aislado [...] Turquía no olvidará un ataque que ha costado la vida a nueve de sus ciudadanos [...] y por el que Israel sufrirá las consecuencias.

#### Recep Tayyip Erdoğan
Daremos todos los pasos que sean necesarios, pero Israel tendrá que pagar un precio por nuestros mártires -los nueve activistas muertos en el abordaje israelí al buque turco Mavi Mármara- [...] En Turquía somos pacientes, y proseguiremos este proceso con paciencia.

## Polémica sobre la investigación del incidente
Muchos países y organismos internacionales reaccionaron frente al incidente señalando la necesidad de una investigación para aclarar los sucesos (ver Reacción internacional). Por ejemplo, La Unión Europa y Rusia pidieron una investigación "exhaustiva e imparcial". la OTAN solicitó una "investigación rápida y creíble". La ONU propuso una investigación "internacional" que fuera "rápida, imparcial, creíble y transparente", investigación que incluiría un representante turco.
La presión internacional hizo que hubiera dos informes relevantes. Así, el Consejo de Derechos Humanos de las Naciones Unidas, a pesar de los obstáculos de Israel y de Estados Unidos, aprobó en su 15.ª Sesión el 27 de septiembre de 2010, un documento, "Rapport de la mission internationale d’établissement des faits
chargée d’enquêter sur les violations du droit international,
notamment du droit international humanitaire et du droit
des droits de l’homme, auxquelles ont donné lieu les attaques
israéliennes contre la flottille d’aide humanitaire" y el informe que el Secretario de las Naciones Unidas, Ban Ki Moon, encargó a la Comisión Palmer, "Comisión de Investigación del Secretario General sobre el incidente de la flotilla del 31 de mayo de 2010".
Israel rechazó esos llamados y anunció que montaría su propia investigación a través de una "Comisión pública independiente" bajo la dirección de Jacob Turkel (Ya'akov Tuerkel en hebreo "latinizado"), un juez retirado del Tribunal Supremo de Israel e integrada además por el académico y experto israelí en derecho internacional Shabtai Rosen y al general reservista Amos Horev (Amos Chorev). La "Comisión Turkel" incluirá también - y desafortunadamente, de acuerdo a algunos comentaristas israelíes- dos "observadores" extranjeros.
Esos dos observadores extranjeros "de reconocido nombre mundial a nivel judicial, militar y de derechos humanos" serán el abogado, político y Premio Nobel de Paz, el nor-irlandés Lord David Trimble, y el exgeneral de brigada y juez militar canadiense Ken Watkin. Esos observadores "no tendrán derecho a voto en relación a los procedimientos y conclusiones de la comisión" "La comisión podría negarles además el acceso a información que podría considerarse como un riesgo para la seguridad nacional o las relaciones externas de Israel, aseguró la oficina del primer ministro en un comunicado". Además el panel no podrá interrogar a los militares implicados en el abordaje y no tiene una fecha límite para entregar sus conclusiones.
De acuerdo a informaciones desde Israel, la comisión fue establecida con la aprobación del gobierno de EE. UU. y tendrá como resultado "probar que los objetivos y acciones de las Fuerzas Armadas de Israel fueron actos apropiados de defensa en acuerdo con los más altos estadares internacionales" y "probar que Israel actúo legal, responsablemente y con total transparencia".
Esa comisión ha sido recibida con escepticismo por varios observadores tanto israelíes como internacionales.
A) la composición de la comisión. Aparte del obvio hecho que los miembros fueron seleccionados por el gobierno israelí y la mayoría de ellos son de esa nacionalidad y cercanos al gobierno o aparato estatal de ese país - lo que hace que Ahmet Davutoglu, canciller turco, señale que "tener a la defensa actuando simultáneamente como fiscal y juez no es compatible con ningún principio legal" - se aduce que David Trimble organizó y lanzó una asociación de "Amigos de Israel" el día mismo del incidente. José María Aznar -uno de los principales promotores de esa organización- ha dicho que el Estado israelí "está luchando por su sobrevivencia" y que "Turquía organizó y promovió la flotilla con el único propósito de crear una situación imposible para Israel: escoger entre renunciar a su política de seguridad al levantar el bloqueo o arriesgarse a desatar el repudio internacional". Adicionalmente, Trimble ha sido criticado por oponerse a la investigación de la masacre del Domingo Sangriento (1972) con el argumento que "cualquier conclusión que se desvíe un milímetro del primer informe (El "Widgery Report", cuyas "conclusiones exoneraban a los soldados que habían participado en la matanza, al entender que actuaban en defensa propia.") pondría soldados en el banquillo de acusados". Trimble es percibido en Israel mismo como "amigo de Israel".
En las palabras del Washington Times "La participación del Sr Trimble -quién, como la mayoría de los protestantes de Irlanda del Norte, se identifica cercanamente con Israel- al igual que el limitado alcance de la investigación, podría ocasionar críticas desde algunos sectores".
B) Los términos de referencia de la comisión. Se ha informado que la comisión "deberá dar una respuesta sobre la legalidad del bloqueo a Gaza y la legalidad de frenar una flotilla que deseaba entrar en una zona hostil y declarada cerrada a nivel militar”. Se aduce esos términos, tal como han sido estipulados en el anuncio oficial, no parecen ser suficientes, dado que no incluyen el examen de las decisiones del gobierno israelí en relación con las acciones contra la flotilla. - la principal crítica que hubo contra el Gobierno de Netanyahu- y que los soldados que participaron en el asalto tampoco testificarán ante la comisión. -habiendo preparado el ejército israelí su propia investigación- concentrándose en examinar la posición legal de Israel en relación con el bloqueo y en investigar las motivaciones e identidad de todos los miembros de la flotilla, en especial, los del 'Mavi Marmara'. Por último, esos términos podrían permitir que sean las consideraciones políticas del Gobierno israelí las que determinen cuáles de sus descubrimientos van a hacerse públicos.
Todo lo anterior ha llevado no solo a la percepción que "la investigación israelí sobre el ataque a la flota carece de transparencia e independencia” y que por lo tanto "La comunidad internacional duda que las fuerzas armadas israelíes sean capaces de investigar sus propias acciones, sobre todo desde que sólo reconoció errores menores en su muy criticada guerra en Gaza hace 18 meses." sino incluso a la sugerencia que algunas de las declaraciones del primer ministro Israelí son equivalente a anunciar por adelantado las conclusiones de la comisión.
El Secretario General de la ONU observa que "debería haber credibilidad internacional en la investigación. Sé que habrá dos observadores internacionales (en la investigación israelí). Pero lo que he escuchado de la mayoría de los países es que no es suficiente para tener credibilidad internacional"
En noviembre de 2012, comenzó en Turquía un proceso judicial abierto sobre el asalto israelí.
El 13 de octubre de 2016 Turquía e Israel anunciaron la reanudación de relaciones diplomáticas tras la ruptura en mayo de 2010 a causa del ataque.
En España, hubo una demanda judicial también por este asunto promovida por los ciudadanos españoles que iban en el Mavi Marmara. Tras el cambio de la legislación de jurisdicción universal promovida por el Partido Popular, y dado que los acusados israelíes, entre ellos Netanyahu, estaban fuera del país, el caso provisionalmente fue archivado.

## Nuevas Flotillas de la Libertad
Desde que el Estado de Israel impusiera el bloqueo a la Franja de Gaza, la sociedad civil ha llevado a cabo diferentes acciones para acabar con esta práctica ilegal. Todas estas acciones, realizadas por personas anónimas, sin ánimo de lucro, parten de no tolerar el castigo colectivo que Israel ha impuesto a los más de dos millones de personas que vive en la Franja de Gaza, más del 70% refugiados, expulsados de sus viviendas desde 1948 y que se les impide volver a sus hogares. Se realizan para exigir coherencia a la comunidad internacional que formalmente está en contra de la ocupación de Palestina y el bloqueo de Gaza pero que permiten la actuación impune de la potencia ocupante israelí. Desde la Flotilla de la Libertad liderada por el Mavi Marmara en el año 2010, se han realizado en España diversas campañas en los años 2011, 2012 (Estelle), 2014 · Gaza Puerto Abierto, 2015 (Gaza Puerto Abierto), 2016 (Al Zaitouna) y 2018 (Al Awda y Freedom).
El 5 de noviembre de 2018 La Flotilla de la Libertad Rumbo a Gaza recibe el Premio Internacional de Derechos Humanos Ayuntamiento de Siero, de España.